# Ceratocapsus oculatus
Ceratocapsus oculatus är en insektsart som beskrevs av Knight 1930. Ceratocapsus oculatus ingår i släktet Ceratocapsus och familjen ängsskinnbaggar. Inga underarter finns listade i Catalogue of Life.